# Bačko Dobro Polje
Bačko Dobro Polje (serbisch-kyrillisch Бачко Добро Поље, ungarisch Kiskér oder Kis Kér; deutsch Kleinker, Kischker oder Klein Ker) ist ein Ort in der serbischen Provinz Vojvodina im Süden der Batschka und gehört zur Opština Vrbas.

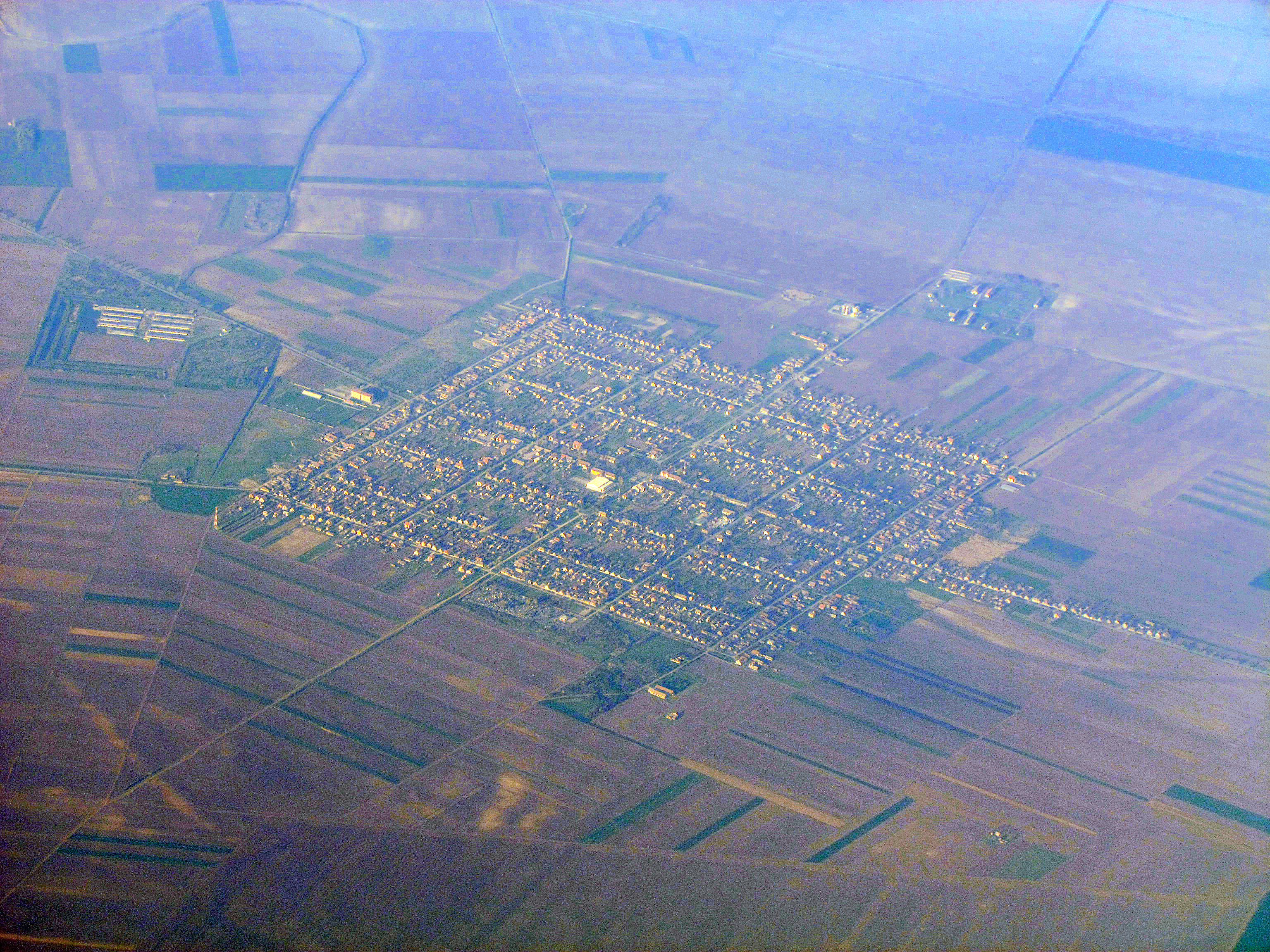
Luftbild des Ortes (2015)

## Geschichte
Der Ort wurde um 1786 auf dem Gebiet des Königreichs Ungarn von Migranten aus Baden, Franken, dem Elsass, Hessen und der Pfalz gegründet. Joseph II. ermöglichte zunächst 230 protestantischen Haushalten die Übersiedlung. Es wurde als für die Batschka typisches Straßendorf angelegt, dessen Gassen sich dabei rechtwinklig verkreuzten.
Während der donauschwäbischen Besiedlung gehörte das Gebiet zu Österreich-Ungarn, im Jahr 1910 waren von 3550 Einwohnern 3435 „Volksdeutsche“. Nach dem Ersten Weltkrieg wurde 1918 die Vojvodina Serbien zugesprochen.
1934 folgten einige Studenten der Fachgruppe Medizin der Martin-Luther-Universität Halle-Wittenberg einer Einladung von Johann Wüscht, dem Direktor der Zentralgenossenschaften der ländlichen Wohlfahrtsgenossenschaften („ZEWOGE“) in Neusatz. Die Studenten kamen vier Sommer hintereinander in die Batschka. Der Sammelband mit den Forschungsergebnissen der „Gruppe Grimm“, zu der auch Gabriele Wülker gehörte, ging als „Reichssiegerarbeit“ aus dem „Reichsberufswettkampf“ der deutschen Studenten 1936/37 in der Sparte „Rasse und Gesundheitswesen“ hervor und enthält ausführliche Daten über die Gemeinde und ihre Bewohner.
In der Folge der Zerschlagung Jugoslawiens im Balkanfeldzug (1941) annektierte das Königreich Ungarn die Batschka. Im Herbst 1944 erreichte die sowjetische Rote Armee die Batschka und löste so die Evakuierung und Flucht großer Teile der deutschen Bevölkerung aus, so auch in Bačko Dobro Polje. Zwischen dem 9. November und dem 20. November 1944 kam es zu Massenhinrichtungen von 142 der 1239 im Ort zurückgeblieben deutschsprachigen Bevölkerung durch die Partisanen der jugoslawische Volksbefreiungsarmee unter Josip Broz Tito.
- Am 9. November 1944 wurden 78 Menschen in einen Bombentrichter nahe der Bahnstation von Bačko Dobro Polje getrieben und dort erschossen und verscharrt (Koordinaten: 45°30'04.3"N 19°39'17.8"E). Partisanen zwangen in der Nähe lebende „Zigeuner“ zum Verscharren der Opfer. Unter den Opfern befanden sich 57 Frauen (73 %) und 21 Männer (27 %).
- Am 12. November 1944 wurden vier Bauern auf offener Straße am Ortsrand erschossen.
- Am 14. November 1944 wurden 46 Menschen gegenüber der örtlichen Ziegelei erschossen und verscharrt (Koordinaten: 45°29'40.8"N 19°41'56.3"E); hiervon waren 12 Frauen und 34 Männer.
- Am 20. November 1944 wurden weitere 14 Einwohner (9 Frauen und 5 Männer) zusammengetrieben und am Abwasserableitungskanal gegenüber der ehemaligen Frankschen Hanffabrik erschossen und verscharrt (Koordinaten: 45°29'22.5"N 19°41'20.9"E).[5][6]

Nach den Hinrichtungen betrieben jugoslawische Partisanen in dem Dorf ein Internierungs- und Zwangsarbeitslager für „Volksdeutsche“, in dem sie alle verbleibenden deutschsprachigen Einwohner des Ortes internierten. Durch Deportationen in die Sowjetunion und in andere Lager wurde das Lager Bačko Dobro Polje langsam aufgelöst, bis dahin starben hier 21 Einwohner. Der größte Teil der Deportierten wurde in die Lager Jarek, Vrbas und Gakowo verbracht, andere wurde zur Zwangsarbeit in die Sowjetunion deportiert. Hierdurch kamen weitere etwa 330 Einwohner ums Leben. Zudem wurden alle deutschsprachigen Einwohner des Ortes mit den AVNOJ-Beschlüsse aufgrund ihrer ethnischen Zugehörigkeit pauschal entschädigungslos enteignet und ausgebürgert. Nach der Vertreibung der Deutschen blieben nur zwei ältere mit Serben verheiratete deutschsprachige Frauen im Ort zurück.

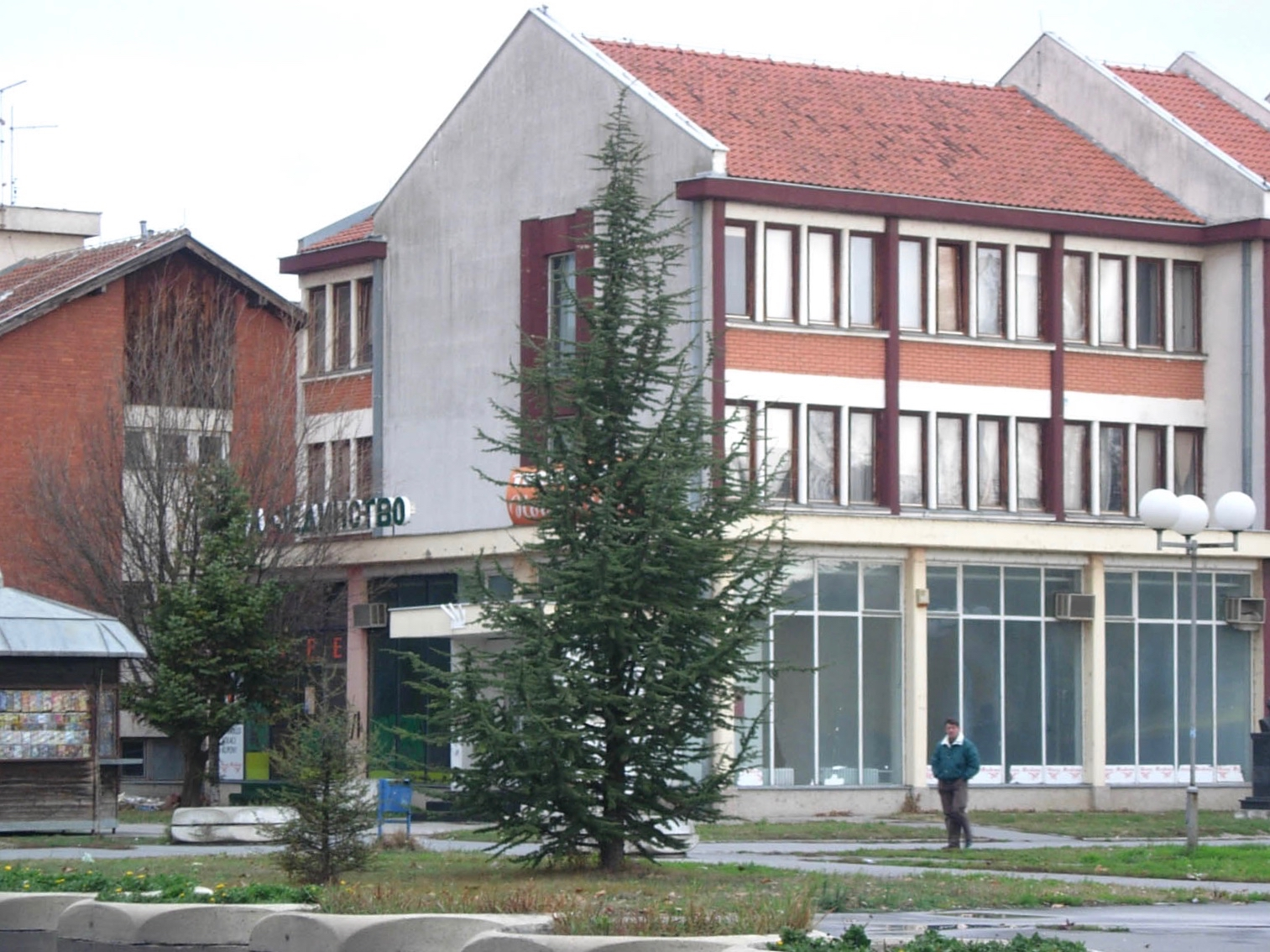
In den 1950er Jahren erbaute katholische Schule im Zentrum des Ortes

In den späten 1940er und frühen 1950er Jahren wurde der Ort von montenegrinischen und in geringerem Maße bosnischen und mazedonischen Migranten neu besiedelt, so dass 1971 die Bevölkerungsgruppe der Montenegriner mit mehr als 55 % der Bevölkerung überwog. Bis zum Jahr 2002 veränderte sich die Bevölkerungszusammensetzung dahingehend, dass sich 2246 (57 %) als Serben sehen und nur noch 1500 (38 %) als Montenegriner.

## Name
Bedingt durch die wechselnde Staatszugehörigkeit des Ortes wechselte sein offizieller Name mehrfach. Von der Gründung bis 1918 trug das Dorf den ungarischen Namen Kiskér, der wegen der ethnisch meist deutschen Bewohner oft als Kleinker wörtlich übersetzt verwendet wurde. Der Ungarische Ortsname kann mit Klein Kirche(n) übersetzt werden (ung. Kis = Klein; ung. Ker = Kirche). Von 1918 bis 1922 wurde dies wörtlich ins Serbokroatische Maliker übersetzt. 1922 wurde der Ort Pribicevicevo benannt (nach dem ehemaligen serbischen Minister Svetozar Pribićević, ein ethnischer Serbe aus Kroatien und überzeugter Jugoslawist), bevor es 1928 den heutigen Namen Bačko Dobro Polje (wörtlich: „Batschkaer Gutes Feld“) erhielt. Während der ungarischen Besetzung 1941 bis 1944 wurde ad interim wieder Kiskér verwendet.

## Wirtschaft
Der Ort ist landwirtschaftlich geprägt, wobei der Anbau von Mais in Monokulturen vorherrschend ist.

## Verkehr
Die Bahnstrecke von Novi Sad nach Subotica verläuft westlich des Ortes, die ehemalige Station Bačko Dobro Polje ist jedoch aufgelassen. Somit ist die Europastraße 75 von Vardø nach Sitia, die östlich des Dorfes verläuft, heute die einzige wichtige Verkehrsanbindung des Ortes.

## Politik
Bei den Gemeinderatswahlen im Dezember 2003 war die ultranationalistische Srpska Radikalna Stranka mit 970 Stimmen (45,6 % der abgegebenen Stimmen) die mit Abstand erfolgreichste Partei vor der Socijalistička Partija Srbije, der Nachfolgepartei des Bundes der Kommunisten Jugoslawiens, die 339 (15,9 %) Stimmen erzielte. Die liberale Demokratska Stranka erreichte 213 (10,0 %), die nationalliberale Demokratska Stranka Srbije 211 (9,9 %), die liberale G17 Plus 143 (6,8 %) und die Regionalpartei Gradski prevoz u Novom Sadu 105 (4,9 %) der Stimmen. Alle anderen Parteien (inklusive der Partei Otpor) blieben Splitterparteien mit jeweils weit unter zwei Prozent der Stimmen.

## Bevölkerungsentwicklung

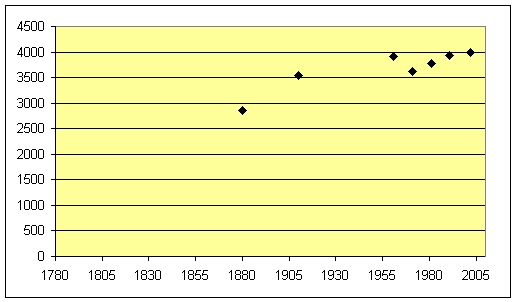
Bevölkerungsentwicklung in Bačko Dobro Polje

- 1786: 230 Haushalte[3]
- 1880: 2.848[2]
- 1910: 3.550
- 1961: 3.922
- 1971: 3.622
- 1981: 3.768
- 1991: 3.940
- 2002: 3.988[11]

## Persönlichkeiten
- David Gruby (1810–1898), ungarischer Mediziner
- Elisabeth Hütter (1920–2015), Kunsthistorikerin und Denkmalpflegerin[12]
- Nikolaus Lorenz (1929–2016), deutscher Politiker (SPD)
- Margarethe Bacher (1934–2005), Spitzenköchin
- Slobodan Mitrić (* 1948), jugoslawischer Geheimagent
- Dušan Fuštar (* 1954), mutmaßlicher Kriegsverbrecher
- Jagoš Vuković (* 1988), Fußballspieler